# 南阿科米塔村 (新墨西哥州)
南阿科米塔村（英語：South Acomita Village）是位於美國新墨西哥州錫沃拉縣的普查規定居民點。

## 人口
根據2020年美國人口普查的數據，南阿科米塔村的面積為3.02平方千米，皆為陸地。當地共有人口130人，而人口密度為每平方千米43.05人。